# Popov Do (Pljevlja)
Pour les articles homonymes, voir Popov Do.
Popov Do (en serbe cyrillique : Попов До) est un village du nord du Monténégro, dans la municipalité de Pljevlja.

## Démographie

### Évolution historique de la population
| 1948 | 1953 | 1961 | 1971 | 1981 | 1991 | 2003 |
| ---- | ---- | ---- | ---- | ---- | ---- | ---- |
| 60   | 55   | 82   | 55   | 41   | 23   | 15   |